# واندا وسووفسکا
واندا وسووفسکا (انگلیسی: Wanda Wesołowska; ۱۱ اوت ۱۹۵۰ – ) جانورشناس لهستانی است که به دلیل پژوهش‌هایش دربارهٔ عنکبوت‌های جهنده شناخته می‌شود. او بیش از هر نویسندهٔ معاصر دیگری گونه‌های جدیدی از این عنکبوت‌ها را توصیف کرده و در تاریخ عنکبوت‌شناسی پس از اوژن سیمون در جایگاه دوم قرار دارد. وسوووفسکا که در ابتدا دانشجوی پرنده‌شناسی بود، در دوران تحصیل در دانشگاه علوم طبیعی و علوم انسانی سدلچه در دههٔ ۱۹۷۰ به مطالعهٔ عنکبوت‌های جهنده علاقه‌مند شد.
وسوووفسکا نخستین اثر خود را در سال ۱۹۸۱ منتشر کرد که شامل توصیف ۹ گونهٔ جدید از عنکبوت‌ها بود و آغازگر دوران حرفه‌ای پربار او شد. وی برای ادامهٔ تحصیلات خود به دانشگاه برسلاو رفت و پایان‌نامهٔ دکترای خود را دربارهٔ ۴۴ گونهٔ جدید از سردهٔ هلیوفانوس ارائه کرد. او در سال ۱۹۸۵ به هیئت علمی دانشگاه وروتسواف پیوست، در سال ۲۰۰۰ درجهٔ شایستگی (درجه علمی) را دریافت کرد و تا زمان بازنشستگی‌اش در سال ۲۰۲۰ در این دانشگاه به عنوان استاد دائم فعالیت داشت.
پژوهش‌های او بر توصیف، رده‌بندی و جغرافیای جانوری عنکبوت‌های جهنده متمرکز بود و مطالعات گسترده‌ای روی سرده‌های آفریقایی مانند منمروس و پاچیبالوس انجام داد. وسوووفسکا بیش از ۵۰۰ گونه را شناسایی کرده است که نیمی از آن‌ها متعلق به آفریقای جنوبی هستند. همچنین بیش از ۲۰ گونه به افتخار او نام‌گذاری شده‌اند.

## اوایل زندگی
واندا وسوووفسکا (با نام اصلی نوویش) در ۱۱ اوت ۱۹۵۰ در ووتس‌واوک، لهستان زاده شد. دوران کودکی خود را در شچچین گذراند و در سال ۱۹۶۸ تحصیل در رشتهٔ زیست‌شناسی را در دانشکدهٔ زیست‌شناسی و علوم زمین دانشگاه آدام میکیویچ در پوزنان آغاز کرد. علاقهٔ اولیهٔ او پرنده‌شناسی بود. او مدرک کارشناسی ارشد زیست‌شناسی خود را برای پژوهش خود با عنوان «مشاهدات پرندگان آبزی و باتلاقی در یک مخزن سد در رودخانهٔ ویستولا در ووتس‌واوک در دورهٔ مهاجرت» دریافت کرد که در سال ۱۹۷۳ در مجلهٔ نشریه جانورشناسی کراکوف منتشر شد.

## حرفه

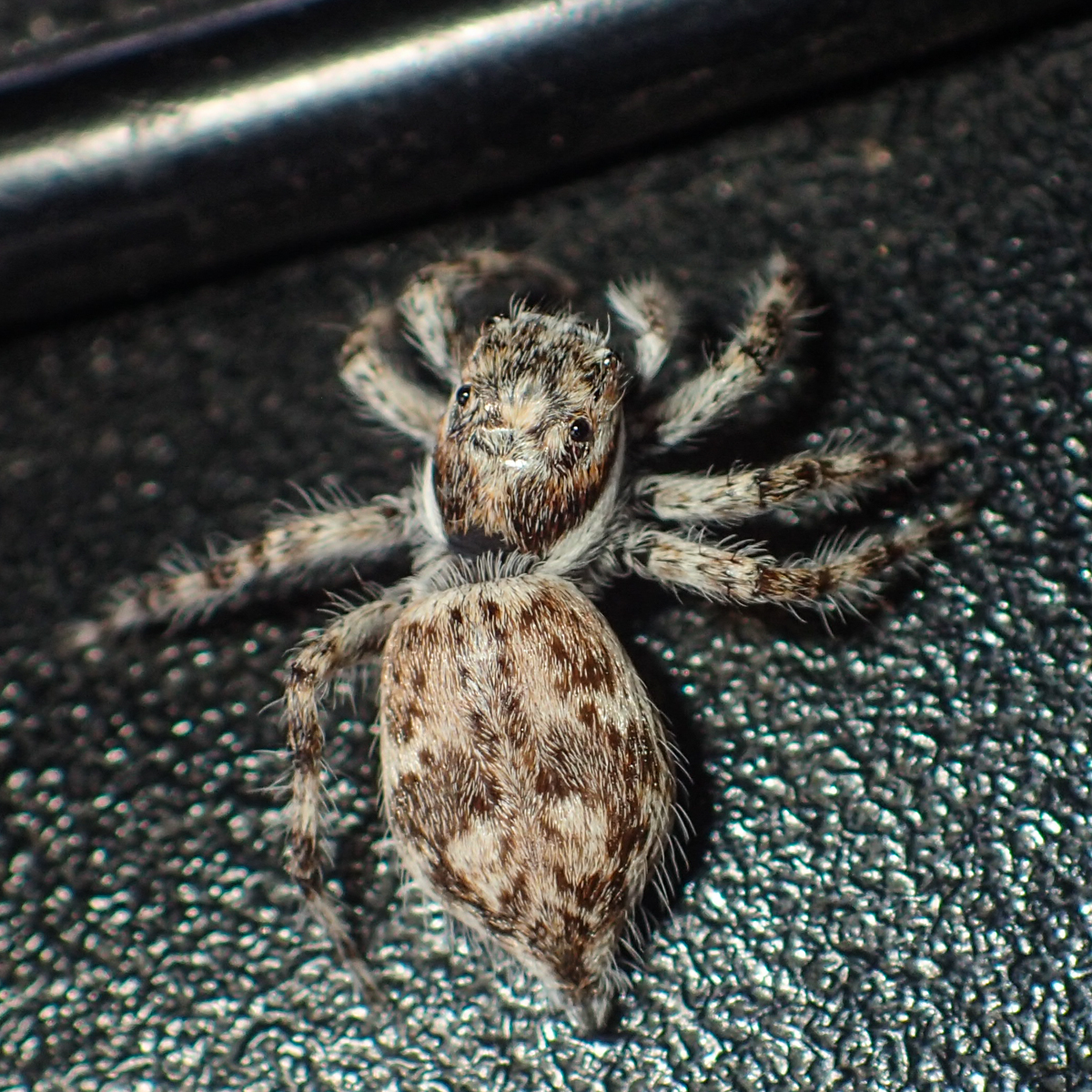
Menemerus nigli، که در سال ۲۰۱۲ توسط وسوووفسکا توصیف شد

پس از فارغ‌التحصیلی، وسوووفسکا در دانشگاه علوم طبیعی و علوم انسانی سدلچه (که در آن زمان مدرسه عالی آموزشی و کشاورزی نام داشت) مشغول به کار شد. در آنجا با یرژی پروشینسکی آشنا شد که او را با خانوادهٔ عنکبوت‌های جهنده آشنا کرد و این آشنایی به علاقهٔ مادام‌العمر او به این خانواده منجر شد. وسوووفسکا از سال ۱۹۷۳ تا ۱۹۷۸ در سدلچه ماند و سپس برای آغاز تحصیلات دکترای خود به دانشگاه برسلاو رفت و نخستین مقالهٔ خود دربارهٔ عنکبوت‌های جهنده را در سال ۱۹۸۱ منتشر کرد. این مقاله شامل توصیف ۹ گونهٔ جدید، از جمله فینتلا پیگما و فینتلا پاروا و همچنین پلکسیپوئیدس رژیوس بود که بعدها به سردهٔ فینتلا منتقل شدند.
وسوووفسکا در سال ۱۹۸۴ درجهٔ دکترای علوم طبیعی خود را با پژوهشی دربارهٔ سردهٔ هلیوفانوس دریافت کرد. این سرده از عنکبوت‌های جهنده در قلمرو آفریقای حاره‌ای و قلمرو دیرین‌شمالگان یافت می‌شود و یکی از بزرگ‌ترین و متنوع‌ترین سرده‌ها در خانوادهٔ خود است. در این پژوهش، او تمامی رده‌بندی‌های این سرده را بازبینی کرد و ۱۰۹ گونه را بررسی نمود که ۴۴ گونه از آن‌ها را برای نخستین بار توصیف کرد. او به دلیل این پژوهش جایزه‌ای از وزارت علوم و آموزش عالی لهستان دریافت کرد. در سال ۱۹۸۵، او به عنوان پژوهشگر ارشد در دانشگاه وروتسواف استخدام شد و سپس به سمت‌های استادیاری و دانشیاری ارتقا یافت. در سال ۲۰۰۰، درجهٔ شایستگی را بر اساس پژوهش خود با عنوان بازنگری سردهٔ عنکبوتی منمروس در آفریقا (Araneae: Salticidae) که در مجلهٔ Genus منتشر شد، دریافت کرد. در سال ۲۰۰۹، او به رتبهٔ استاد، که بالاترین مقام دانشگاهی در لهستان است و توسط رئیس‌جمهور لهستان اعطا می‌شود، نائل شد.
این متن به معرفی «واندا وسوووفسکا» می‌پردازد، یک جانورشناس لهستانی که در زمینه مطالعه و طبقه‌بندی عنکبوت‌های جهنده تخصص دارد. وسوووفسکا بیش از ۵۷۰ گونه و ۴۰ سرده جدید از این عنکبوت‌ها را نام‌گذاری کرده و یکی از برجسته‌ترین چهره‌های این حوزه به‌شمار می‌رود. مطالعات او بر روی ویژگی‌ها، رفتار و جغرافیای زیستی این عنکبوت‌ها، به‌ویژه در آفریقا و خاورمیانه، تأثیر قابل توجهی داشته است.
او در ابتدا در حوزه پرنده‌شناسی فعالیت داشت، اما در دوران دانشجویی به مطالعه عنکبوت‌های جهنده علاقه‌مند شد. نخستین مقاله او در سال ۱۹۸۱ منتشر شد و شامل توصیف ۹ گونه جدید از این عنکبوت‌ها بود. او دکترای خود را با بررسی سرده هلیوفانوس دریافت کرد و در سال ۲۰۰۰ به درجه علمی شایستگی نائل شد. در سال ۲۰۰۹، رئیس‌جمهور لهستان بالاترین درجه علمی کشور را به او اعطا کرد.
وسوووفسکا در همکاری با ۲۴ دانشمند از کشورهای مختلف، بیش از ۱۲۰ مقاله منتشر کرده و سهم مهمی در طبقه‌بندی و توصیف گونه‌های عنکبوتی داشته است. او یکی از پیشگامان مطالعه عنکبوت‌های جهنده در آفریقا و خاورمیانه بوده و بیش از نیمی از گونه‌های شناسایی‌شده آفریقای جنوبی را توصیف کرده است. علاوه بر این، درک بهتری از رفتارهای خاص این عنکبوت‌ها، از جمله تقلید مورچه‌ریختی و شکار تخصصی موریانه‌ها و پشه‌ها، ارائه داده است.
در سال ۲۰۲۰، به پاس خدمات علمی‌اش، جامعه عنکبوت‌شناسی آفریقا به او «گواهینامه لیاقت لارنس» اعطا کرد و مجله زوتاکسا شماره‌ای ویژه را به افتخار او منتشر کرد. دو سرده از عنکبوت‌های جهنده، Wandawe و Wesolowskana، نیز به نام او نام‌گذاری شده‌اند.